# Котраг
Котра̀г е вторият син на хан Кубрат. След разпадането на Велика България той се заселва заедно с племето котраги (кутригури) на север в Поволжието и основава Волжка България, васална на хазарите. Вероятно е наследен от втория си син Ирхан.

## Биография
Хан /хаган/ Котраг (татарски: Котраг, Qotrağ, чувашки: Кăтра Паттăр, Katra Pattăr) е вторият син на хан Кубрат от прабългарския род Дуло. Според византийските хронисти Никофор и Теофан Изповедник, след смъртта на баща си и разпадането на Велика България, Котраг разширява влиянието на своите прабългари нагоре по река Волга. Според други неназовани източници той действително е втори син на Кубрат, но собственото му име не е известно, а името Котраг показва, че е стоял начело на племето котраги, вероятно като наместник на своя баща още преди смъртта на хан Кубрат. Счита се, че Котраг има двама сина – Ишкул (? – 707) и Ирхан. Котраг е запомнен като основател на Волжка България, като неговите наследници достигат земите на съвременен Татарстан, където се установяват сред местните угро-фински племена.
През 922 година в двора на кутригурите пристига арабски пратеник на име Ибн Фадлан и през същата година ислямът е приет като официална религия на Волжка България. За столица е избран градът Болгар, наричан и Урус Болгар (Велики Болгар).  В началото на XIII  честите нападения на русите карат волжко-камските прабългари да преместят столицата си в гр. Биляр. Волжка България остава независима до 1236 година, когато е завладяна от монголско-татарските орди на Бату хан – монголски владетел, син на Джучи и внук на Чингис хан.

## Памет
- Планинският връх Котраг Нунатак на Гринуич, остров от Южни Шетландски острови, носи името на владетеля на Волжка България.
- Паметник на хан Котраг (Ширяево)
- Паметник на хан Котраг (Шемурша)